# Aly & AJ
Aly & AJ (przez krótki okres 78violet) – amerykański zespół muzyczny tworzony przez siostry Alyson Renae „Aly” Michalka oraz Amandę Joy „AJ” Michalka. Obie urodziły się w Kalifornii, ale większość dzieciństwa spędziły w Seattle. Obie są aktorkami, piosenkarkami, gitarzystkami, piszą teksty i muzykę.
Swój debiutancki album Into the Rush wydały 16 sierpnia 2006 roku. Album zadebiutował na 36. miejscu w USA, sprzedając się ponad 24 tysięcy razy w pierwszym tygodniu. Osiągnął status platyny. Ich drugi album zadebiutował w Stanach na 15. miejscu, sprzedając się w 39 tysięcy kopii w pierwszym tygodniu.

## Początki kariery
Aly i AJ interesowały się muzyką od najmłodszych lat. Ich matka, Carrie Michalka, śpiewała w chrześcijańskim zespole „J.C. Band”. Alyson Michalka zyskała popularność główną rolą w serialu Filip z przyszłości emitowanym na Disney Channel u boku Rickiego Ullmana.

## Kariera

### 2005–2006
Debiutancki album Aly & AJ, Into the Rush, wydany 16 sierpnia 2005, uzyskał status platyny w maju 2007 roku. Piosenka „No One” została wykorzystana w filmie Księżniczka na lodzie, zaś rockowy cover piosenki „Do You Believe in Magic” w filmie I wszystko jasne, w którym Aly Michalka zagrała główną rolę, wcielając się w Allyson Miller. Pierwszy koncert zatytułowany „Aly & AJ Concert” odbył się 24 lipca 2005 roku w teatrze Henry Fonda w Hollywood. Koncert zawierał piosenki z debiutanckiego albumu. Aly & AJ otwierały trasę koncertową zespołu Cheetah Girls zatytułowaną „Cheetah-licious Christmas Tour” w grudniu 2005 roku. Album Into the Rush został ponownie wydany 8 sierpnia 2006 roku w wersji deluxe, zawierając trzy nowe piosenki jak „Chemicals React” i dwie nowe wersje piosenek „Collapsed” i „Something More”.
26 września 2006 roku dziewczyny wydały świąteczny album Acoustic Hearts of Winter. Album zawierał 11 utworów, w tym 9 oryginalnych świątecznych, jak i 2 autorstwa Aly & AJ. W 2007 roku album wydano ponownie z trzema bonusami.

### 2007–2008
Pierwszy electropopowy singiel pt. „The Potential Breakup Song” poprzedził ich nowy album Insomniatic wydany 10 lipca 2007 roku. „Potential Breakup Song” zadebiutował na 17. miejscu listy Billboard's Hot 100, stając się pierwszym singlem debiutującym w top dwudziestce singli USA. Singiel osiągnął status platyny, sprzedając się ponad milion razy. Album wspiął się ostatecznie na 15. miejsce listy Billboard 200, sprzedając się 39 tys. razy już w pierwszym tygodniu po wydaniu. W październiku zarówno album, jak i singiel „The Potential Breakup Song” wydano w Wielkiej Brytanii, gdzie osiągnął 22. miejsce w UK Singles Chart i 16. miejsce w Irish Singles Chart.
Magazyn „Time” uznał „The Potential Breakup Song” za jedną z 10 najlepszych piosenek 2007 roku, umieszczając ją na 9. miejscu w rankingu.
W grudniu 2007 roku prasa poinformowała, iż dziewczyny zastąpiły Jonas Brothers na trasie koncertowej Miley Cyrus Best of Both Worlds Tour, otwierając jej koncerty. Były z nią w trasie w okresie od 11 do 24 stycznia, gdyż AJ musiała stawić się na planie filmu Nostalgia Anioła. Dziewczyny wydały też w końcu swój drugi singiel „Like Whoa”, który osiągnął pozycję 63. na liście Billboard Hot 100. Początkiem stycznia dziewczyny zaprezentowały cover piosenki KT Tunstall pt. „Black Horse and the Cherry Tree” na internetowej stronie Yahoo Pepsi Smash. Piosenka ta pojawia się też na japońskiej edycji deluxe albumu Insomniatic. Kolejnym coverem stała się piosenka „We’re an American Band” dla albumuRandy Jackson’s Music Club wydanego przez Randy’ego Jacksona jako bonus.

### 2009
na początku lipca 2009 pojawiły się doniesienia, iż dziewczyny zmieniły nazwę na 78violet. Kilka dni później obie potwierdziły to na swoim blogu w serwisie Twitter. 16 lipca 2009 78violet zapowiedział, że nazwą ich nowego albumu będzie również 78violet. Trasa koncertowa została przesunięta na początek 2010 roku.

## Dyskografia
Albumy jako Aly & AJ
- 2005: Into the Rush (2005) – złoto w Stanach Zjednoczonych
- 2006: Acoustic Hearts of Winter (2006)
- 2007: Insomniatic (2007)
- 2010: 78violet (jako 78violet)

## Filmografia
| Kino               | Kino                  | Kino                  | Kino             | Kino                              |
| Rok                | Film                  | Rola Aly              | Rola AJ          | Uwagi                             |
| ------------------ | --------------------- | --------------------- | ---------------- | --------------------------------- |
| 2010               | Łatwa dziewczyna      | Rhiannon              | –                | uczennica liceum                  |
| 2010               | Współlokatorka        | Tracy                 | –                | studentka                         |
| 2009               | Bandslam              | Charlotte Barnes      | –                | główna rola                       |
| 2009               | Nostalgia anioła      | –                     | Clarissa         | przyjaciółka Susi                 |
| Film dla telewizji |                       |                       |                  |                                   |
| Rok                | Film                  | Rola Aly              | Rola AJ          | Program                           |
| 2005               | I wszystko jasne      | Allyson Miller        | –                | Disney Channel                    |
| 2005               | Kitty's Dish          | —                     | Kitty            | Walt Disney Television Animation  |
| 2006               | Piękne mleczarki      | Taylor Callum         | Courtney Callum  | Disney Channel                    |
| 2007               | Super Sweet 16: Film  | Taylor Tiara/Plimpton | Sarah Connor     | MTV                               |
| Telewizja          |                       |                       |                  |                                   |
| Rok                | Tytuł                 | Rola Aly              | Rola AJ          | Uwagi                             |
| 2002–2004          | Obrońca               | –                     | Shannon Gressler |                                   |
| 2003–2004          | Oliver i przyjaciele  | –                     | Bonnie           |                                   |
| 2004–2006          | Filip z przyszłości   | Keely Teslow          | –                | główna rola                       |
| 2006               | Haversham Hall        | Hope Mason            | Sam Tillar       |                                   |
| 2007               | Aly & AJ: Sister Act  | ona sama              | ona sama         | na żywo                           |
| Role gościnne      |                       |                       |                  |                                   |
| Rok                | Tytuł                 | Rola Aly              | Rola AJ          | Uwagi                             |
| 2002               | Passions              | –                     | Córka Sheridana  | (sezon 1, odc. 722)               |
| 2002               | Ptaki Nocy            | –                     | Młoda Dinah      | 2 odc.                            |
| 2004               | Szpital miejski       | –                     | Ashley B.        | 3 odc.                            |
| 2004               | Sześć stóp pod ziemią | –                     | Ashley           | „Parallel Play” (sezon 4, odc. 3) |